# Vincent Drouin
Pour les personnes ayant le même patronyme, voir Drouin.
Vincent Drouin (né le 29 mars 1932 et mort le 1er septembre 1979) fut un avocat et homme politique fédéral du Québec, député de 1962 à 1965.

## Biographie
Né à Saint-Benoît, Vincent Drouin devient député du Parti libéral du Canada dans la circonscription d'Argenteuil—Deux-Montagnes lors des élections de 1962 où il défit le député progressiste-conservateur sortant Joseph-Octave Latour. Réélu en 1963, il est défait par le progressiste-conservateur Roger Régimbal en 1965. 